# Апостольский нунций в Ираке
Апостольский нунций в Республике Ирак — дипломатический представитель Святого Престола в Ираке. Данный дипломатический пост занимает церковно-дипломатический представитель Ватикана в ранге посла. Апостольская нунциатура в Ираке была учреждена на постоянной основе 14 октября 1966 год. Её резиденция находится в Багдаде.
В настоящее время Апостольским нунцием в Ираке является архиепископ, назначенный Папой Львом XIV.

## История
Апостольское делегатура в Месопотамии, Курдистане и Малой Армении существовала в стране с XIX века, она была учреждена Папой Пием IX, после Первой мировой войны она стала Апостольской делегатурой в Ираке.
26 августа 1966 года Святой Престол и Ирак установили дипломатические отношения.
Апостольская нунциатура в Ираке была учреждена 14 октября 1966 года, бреве «Quantum utilitatis» папы римского Павла VI.
Во время вторжения коалиционных сил в Ирак в 2003 году Святой Престол был единственным независимым государством, которое сохранило своего посла в Ираке.

## Апостольские нунции в Ираке

### Апостольские делегаты
- Анри-Мари Амантон O.P. — (25 мая 1860 — 7 марта 1865, в отставке);[1]
- Николас Кастеллс O.F.M.Cap. — (23 ноября 1866 — 7 сентября 1873, до смерти);[2]
- Дзаккария Фарчиулии O.F.M.Cap. — (7 сентября 1873[3] — 4 ноября 1873, до смерти);
- Эжен-Луи-Мари Лион O.P. — (13 марта 1874 — 8 августа 1883, до смерти);[4]
- Анри-Виктор Альтамаё O.P. — (4 апреля 1884[5] — 28 августа 1902, в отставке);
- Дезире-Жан Дрюр O.C.D. — (5 марта 1904 — 28 мая 1917, до смерти);
- Франсуа де Берре O.P. — (19 сентября 1922 — 4 мая 1929, до смерти);
- Антонен-Фернан Драпье O.P. — (23 ноября 1929 — 19 ноября 1936 — назначен апостольским делегатом в Индокитае);
- Жорж-Мари-Жозеф-Юбер-Гилан де Жонг д’Ардуа M.E.P. — (16 октября 1938 — 6 июля 1947 — назначен апостольским делегатом в Индонезии);
- Арман-Этьенн М. Бланке дю Шела O.C.D. — (20 ноября 1948 — 17 сентября 1964, в отставке);
- Поль-Мари-Морис Перрен — (31 июля 1965 — 14 октября 1966 — назначен апостольским про-нунцием).

### Апостольские про-нунции и нунции
- Поль-Мари-Морис Перрен — (14 октября 1966 — 6 января 1970 — назначен апостольским нунцием в Эфиопии);
- Паоло Москони — (11 апреля 1970 — май 1971, в отставке);
- Жан-Эдуар-Люсьен Рупп — (8 мая 1971 — 13 июля 1978 — назначен постоянным представителем Святого Престола при структурах ООН в Женеве);
- Антонио дель Джудиче — (22 декабря 1978 — 20 августа 1982, до смерти);
- Луиджи Конти — (19 ноября 1983 — 17 января 1987 — назначен апостольским нунцием в Эквадоре);
- Мариан Олесь — (28 ноября 1987 — 9 апреля 1994 — назначен апостольским нунцием в Казахстане, Киргизии и Узбекистане);
- Джузеппе Ладзаротто — (23 июля 1994 — 11 ноября 2000 — назначен апостольским нунцием в Ирландии);
- Фернандо Филони — (17 января 2001 — 25 февраля 2006 — назначен апостольским нунцием на Филиппинах);
- Фрэнсис Ассизи Чулликатт — (29 апреля 2006 — 17 июля 2010 — назначен Постоянным наблюдателем Святого Престола при Организации Объединённых Наций);
- Джорджо Лингва — (4 сентября 2010 — 17 марта 2015 — назначен апостольским нунцием на Кубе);
- Альберто Ортега Мартин — (1 августа 2015 — 7 октября 2019 — назначен апостольским нунцием в Чили);
- Митя Лесковар — (1 мая 2020 — 16 апреля 2024 — назначен апостольским нунцием в Демократической Республике Конго).